# Jean-Luc Delvaux
Pour les articles homonymes, voir Delvaux.
Jean-Luc Delvaux, né le 28 septembre 1970 à Engis (province de Liège), est un auteur de bande dessinée et illustrateur belge. Travaillant la ligne claire dans la tradition de Maurice Tillieux (Félix, Gil Jourdan), il se spécialise dans les ambiances automobiles et policières des années 1950 et 1960.

## Biographie
Jean-Luc Delvaux naît le 28 septembre 1970 à Engis, près de Liège en province de Liège.
Il est le fils d'un menuisier qui lit Spirou et Tintin, et c'est vers l’âge de 11, 12 ans, qu'il envisage de faire de la bande dessinée son futur métier. Il suit des humanités artistiques puis s'inscrit à l'École supérieure des arts Saint-Luc de Liège pour obtenir un graduat en illustration.
Jean-Luc Delvaux dessine Le Marquis — un ancien truand devenu détective privé, Martial Marquand, dit le Marquis —, sur un scénario de Michel Oleffe dans la collection « BDétectives » aux éditions Claude Lefrancq. Le premier album intitulé Le Truand oublié paraît en 1995 et le second DS Irae en 1997.
Parallèlement, il assiste Jean Graton sur les séries Michel Vaillant et Dossiers Michel Vaillant de 1994 à 1997.
En 1999, il dessine Les Aventures d’Abel Simonin dit l’Abel occase pour le magazine Rétromania. 
Il travaille également pour le magazine Gazoline, où il publie Gazafond, une planche humoristique sur les péripéties du journal. Un premier recueil est paru en 2013, le second dix ans plus tard.
Il dessine aussi les aventures de Jacques Gipar, journaliste à France Enquêtes et chroniqueur judiciaire, sur un scénario de son ami Thierry Dubois.
La première aventure, Le Gang des Pinardiers, paraît au mois d'avril 2010 dans la collection « Calandre » aux éditions Paquet. Le tome 2, Le Retour des Capucins, est paru en juillet 2011 et le troisième album, Une 2CV pour Luciano, est sorti au mois de mars 2012. Le quatrième tome de la série, La Femme du notaire, est paru en janvier 2013.
Pour Trafic sur la Grande Bleue, cinquième épisode de la série Jacques Gipar, Delvaux reconstitue les décors de la ville de Marseille en 2014,.
Avec Gaby le magnifique, Delvaux emmène Jacques Gipar sur la nationale 13 au volant de sa Simca Vedette Trianon en 2018.
En 2020, il publie L'Écho de la taïga : première partie d'un diptyque axé sur la guerre froide et huitième aventure de Jacques Gipar.
En 2022, Jacques Gipar emprunte le passage du Gois à Noirmoutier dans sa dixième aventure Le Trésor de Noirmoutier.
Selon le critique Didier Quella-Guyot du site BDzoom : « Dans la lignée d’un Tillieux et de son Gil Jourdan, c’est à un véritable défilé de vieilles voitures françaises qu’on assiste dans des décors minutieusement reconstitués. La série, classique dans la forme et la narration, n’en reste pas moins nourrie de pages dynamisées par ces véhicules rondouillards, s’affrontant, se bignant, faisant des tonneaux, se fracassant, pour des séquences très cinématographiques. »
Il publie en 2018 aux éditions Dupuis le second tome des aventures de Marc Jaguar, le personnage créé par Maurice Tillieux en 1954, Les Camions du diable, réalisé en collaboration avec François Walthéry et Étienne Borgers,. Après avoir été prépublié dans La Vie de l'auto, le onzième épisode Le Grand Prix d’Angoulême sort en album en 2023. En 2025, L’Étoile filante intègre le Top 20 Bd établi par GfK/Livres Hebdo. La série connaît des ventes cumulées atteignant les 200 000 exemplaires.
En outre, Jean-Luc Delvaux, participe à divers albums collectifs tels Flash Back en 1995, Vesparadise en 2014, La Cité de l'automobile - Collection Schlumpf en 2015, Belles de scène en 2016, Lovely Wheels et Spa-Francorchamps en 2021. En 2023, à l’initiative du Lions Clubs Bruxelles Millénaire, des dessinateurs de bande dessinée dont Jean-Luc Delvaux ont décoré des tentes en carton dans le cadre de l'opération Une tente, une vie et pour laquelle une vente caritative est organisée par Drouot.

### Vie privée
Jean-Luc Delvaux vit et travaille à Awans. Il est marié à l'illustratrice pour enfants Nancy Delvaux, ils ont deux filles dont Léa, elle aussi scénariste de bande dessinée.

## Œuvres publiées

### Séries

#### Le Marquis
- 1. Le Truand oublié, Claude Lefrancq Éditeur, coll. « BDétectives », Bruxelles, 1995
Scénario : Michel Oleffe - Dessin : Jean-Luc Delvaux - Couleurs : Studio Leonardo -  (ISBN 2-87153-216-8)
- 2. DS Irae, Claude Lefrancq, coll. « BDétectives », Bruxelles, 1996
Scénario : Michel Oleffe - Dessin : Jean-Luc Delvaux - Couleurs : Nancy Delvaux -  (ISBN 2-87153-383-0)

#### Jacques Gipar (Une aventure de)
- 1. Le Gang des Pinardiers[6],[24], Paquet, coll. « Calandre », Genève, 21 avril 2010
Scénario : Thierry Dubois - Dessin et couleurs : Jean-Luc Delvaux -  (ISBN 9782888903574)
- 2. Le Retour des Capucins[8], Paquet, coll. « Calandre », Genève, 22 juin 2011
Scénario : Thierry Dubois - Dessin et couleurs : Jean-Luc Delvaux -  (ISBN 9782888903796)
- 3. Une 2CV pour Luciano[9],[10], Paquet, coll. « Calandre », Genève, 21 mars 2012
Scénario : Thierry Dubois - Dessin : Jean-Luc Delvaux - Couleurs : Jean-Luc Delvaux, Louis-Laurent Carpentier -  (ISBN 9782888904076)
- 4. La Femme du notaire[1], Paquet, coll. « Calandre », Genève], 23 janvier 2013
Scénario : Thierry Dubois - Dessin : Jean-Luc Delvaux - Couleurs : Béatrice Constant -  (ISBN 978-2-88890-529-5)
- 5. Trafic sur la Grande Bleue[25],[26], Paquet, coll. « Calandre », Genève], 23 avril 2014
Scénario : Thierry Dubois - Dessin : Jean-Luc Delvaux - Couleurs : Béatrice Constant -  (ISBN 9782888906216)
- 6. La Station du Clair de Lune[2], Paquet, coll. « Calandre », Genève, 26 août 2015
Scénario : Thierry Dubois - Dessin : Jean-Luc Delvaux - Couleurs : Béatrice Constant -  (ISBN 9782888907183)
- 7. Gaby le Magnifique[27],[28],[29], Paquet, coll. « Calandre », 21 novembre 2018
Scénario : Thierry Dubois - Dessin : Jean-Luc Delvaux - Couleurs : Béatrice Constant -  (ISBN 9782888908975)
- 8. L'Écho de la taïga[14], Paquet, coll. « Calandre », 22 janvier 2020
Scénario : Thierry Dubois - Dessin : Jean-Luc Delvaux - Couleurs : Béatrice Constant -  (ISBN 978-2-88932-523-8)
- 9. Le Christ de Saclay[30], Paquet, coll. « Calandre », 24 février 2021
Scénario : Thierry Dubois - Dessin : Jean-Luc Delvaux - Couleurs : Béatrice Constant, Callixte -  (ISBN 978-2-88932-580-1)
- 10. Le Trésor de Noirmoutier[31],[32],[33], Paquet, coll. « Calandre », 9 février 2022
Scénario : Thierry Dubois - Dessin : Jean-Luc Delvaux - Couleurs : Béatrice Constant, Callixte -  (ISBN 978-2-88932-209-1)
- 11. Le Grand Prix d'Angoulême[34],[35],[36],[18], Paquet, coll. « Calandre », Veyrier, 3 mai 2023
Scénario : Thierry Dubois - Dessin : Jean-Luc Delvaux - Couleurs : Nancy Delvaux, Callixte -  (ISBN 978-2-88932-282-4)
- 12. L'Étoile filante[37],[19], Paquet, coll. « Calandre », Veyrier, 2 avril 2025
Scénario : Thierry Dubois - Dessin : Jean-Luc Delvaux - Couleurs : Nancy Delvaux -  (ISBN 978-2-88932-408-8)

#### Gazafond
- 1. 5,4,3,2,1... Décollage !, Pixel Press studio, coll. « Gazoline », Bailly, 15 avril 2013
Scénario et dessin : Jean-Luc Delvaux - Couleurs : quadrichromie -  (ISBN 978-2-917038-23-9)
- 1. Roulez jeunesse ![38], Casa éditions, coll. « Casa BD », Clichy, 20 avril 2023
Scénario et dessin : Jean-Luc Delvaux - Couleurs : quadrichromie -  (ISBN 978-2-380-58358-8)
- 2. À fond les ballons[39], Casa éditions, coll. « Casa BD », Clichy, 30 novembre 2023
Scénario et dessin : Jean-Luc Delvaux - Couleurs : Arancia Studio -  (ISBN 978-2-380-58453-0)

#### Marc Jaguar
- 2. Les Camions du diable[40], Dupuis, Marcinelle, 5 octobre 2018
Scénario : Maurice Tillieux et Étienne Borgers - Dessin : Maurice Tillieux, François Walthéry et Jean-Luc Delvaux - Couleurs : Béatrice Constant -  (ISBN 9791034730902).

### One-shots
- L'Assassin au double chevron, Éditions Douin "Antique Autos", La Celle-Saint-Cloud, février 2018
Scénario : Fabien Sabatès - Dessin : Jean-Luc Delvaux - Couleurs : quadrichromie -  (ISBN 9791096322169).

### Albums publicitaires
- Une enquête de Maxime Molitor - Nom de code T1, René Cromphout, 1998
Scénario : Geoffroy De Chabannes - Dessin : Jean-Luc Delvaux - Couleurs : quadrichromie.
- Cap sur Cassis[41], 2CV Méhari Club Cassis, août 2022
Scénario : Audrey Lebreton - Dessin : Jean-Luc Delvaux - Couleurs : Nancy Delvaux,Histoire en 12 planches et 12 pages présentant le 2CV Méhari Club de Cassis.

### Para-BD
À l'occasion, Jean-Luc Delvaux réalise des portfolios, ex-libris, posters, puzzles, cartes ou calendriers, et commet quelques travaux publicitaires. Il réalise également des affiches de festivals de bande dessinée.

### Expositions personnelles
- Expo BD – Jean-Luc Delvaux[47], atelier Dufays, Glons, du 15 février au 15 avril 2025.

#### Livres
- Jean Pirotte (dir.) et Luc Courtois, Du régional à l'universel. : L'imaginaire wallon dans la bande dessinée., Louvain-la-Neuve, Fondation wallonne Pierre-Marie et Jean-François Humblet, 1999, 310 p. (ISBN 978-2-9600072-3-7 et 2960007239, OCLC 1075833932), p. 217 lire sur Google Livres
- Jacques Fiérain, « Delvaux, Jean-Luc », dans La BD dans les provinces de Liège, Namur et Luxembourg, Charleroi, Éd. l'Âge d'or, 2004, 112 p., ill. ; 31 cm (ISBN 9782960019698, OCLC 470388297, présentation en ligne), p. 30.
- Philippe Mellot, Michel Denni, Laurent Turpin et Isabelle Morzadec, Trésors de la bande dessinée : BDM 2025-2026 - Catalogue encyclopédique et Argus, Paris, Les Arènes, novembre 2024, 24e éd., 1839 p., ill. ; 23 cm (ISBN 979-10-37512-61-1, OCLC 1478218824, présentation en ligne), p. 91, 111, 596, 726, 890, 897. .

#### Périodiques
- Henri Filippini, « Jacques Gipar, t. 4 : hommage à Tillieux », dBD, no 70,‎ février 2013, p. 84.
- Philippe Peter, « Jacques Gipar, t. 5 », dBD, no 83,‎ mai 2014, p. 77.

#### Articles
- Jean-Luc Delvaux (interviewé par Jean-Jacques Procureur), « Rencontre avec Jean-Luc Delvaux », BD Best !,‎ 8 juillet 2014 (lire en ligne, consulté le 27 mars 2023)
- Jean-Luc Delvaux (interviewé par MitchVH), « Jean-Luc Delvaux », Mitch's Nightmares,‎ 17 décembre 2018 (lire en ligne, consulté le 28 mars 2023).
- Jean-Luc Delvaux (interviewé), « Interview de Jean-Luc Delvaux, à propos du « Grand prix d'Angoulême : Une Enquête de Jacques Gipar » », La Mouette hurlante,‎ 9 octobre 2023 (lire en ligne, consulté le 23 juillet 2024).

### Podcasts
- Émission numéro 32 Eponine (blogueuse) - Sarah Caillard - Jean-Luc Delvaux - Bernard Garant émission Eclectrique présentée par Romain Pierre Giergen, sur 48FM via Mixcloud, 2016, (1 h 29 min 34 s).

### Émissions de télévision
- CultureL avec Katia Lanero Zamora, l'illustrateur Jean-Luc Delvaux et l'expo Pierre Lahaut sur Qu4tre Liège Média, présentation : Françoise Bonivert (14 min 15 s), 25 février 2021.

### Vidéographie
- [vidéo] « Delvaux interview "Liège, terre de BD", festival international de la BD de Liège, 24e édition », sur YouTube, 16 août 2017